# カネコ (玩具煙火)
株式会社カネコは、愛媛県宇和島市に所在する日本の火薬加工品製造会社。

## 概要
火薬加工品製造、パーティーグッズ製造及び貿易業務、花火の打ち上げ、ブライダル事業（巨大クラッカーなど）を行っている。玩具煙火では国内一のシェア(約80%)を誇り、300を超えるパテントを保持する。本社の他に松野町にロボット工場を新設し製造工程の機械合理化を進めている。
クラッカーだけで年間10億円の売り上げを誇る。クラッカーは300種類。商品開発のほとんどに社長自ら携わる。
創業は明治17年。花火を作る工場を建てたのが始まりである。しかし、花火は夏以外の季節は売れず、工場は開店休業状態が多かったことから社長(3代目)が火薬を使って作るクラッカーの開発を行った。1950年代、西洋文化の普及により一般家庭でのパーティが行われるようになり、花火部門を縮小し、クラッカーを主力商品にシフトする。1976年にはそれまで日本国内に存在しなかったキャップ型の玩具銃用火薬「カネキャップ」を開発、現在でも継続して販売するベストセラー商品となった。1995年に入社した現社長は新商品開発に従事し、それまで6種類であったクラッカーを300種類にまで増やす。これにより従来より売上が倍増し、国内の80％を独占するようになった。

## 沿革
- 1884年（明治17年） - 花火打ち上げ業を創業。
- 1969年（昭和44年） - 会社設立。代表取締役は金子泰久。
- 1975年（昭和50年） - パーティ用クラッカーの輸出開始。
- 1977年（昭和52年） - MGCと共同でモデルガン用火薬「モデルガンキャップ」を開発。

## 主な商品
- パーティークラッカー
- 玩具ピストル弾（カネキャップなど）
- 液体キャンドル

## メディア
- シルシルミシルさんデー(テレビ朝日) 2011年8月7日放送

「クラッカー王」株式会社カネコ金子泰久社長（46歳）として紹介。「クラッカー王の会社に潜入」、「クラッカー王の歴史」、「クラッカー王にとって「クラッカー」とは？」という構成で紹介された。金子社長は「クラッカーとは？」という質問に対し、「思い出を作る消耗品」と答えている。